# Hyperamminoides
Hyperamminoides es un género de foraminífero bentónico de la subfamilia Hippocrepininae, de la familia Hyperamminoididae, de la superfamilia Hippocrepinoidea, del suborden Hippocrepinina y del orden Astrorhizida. Su especie tipo es Hyperamminoides elegans. Su rango cronoestratigráfico abarca el Pennsylvaniense superior (Carbonífero superior).

## Discusión
Clasificaciones previas incluían Hyperamminoides en la Familia Hyperamminoididae, así como en el suborden Textulariina del orden Textulariida.

## Clasificación
Hyperamminoides incluye a las siguientes especies:
- Hyperamminoides acicula
- Hyperamminoides affectus
- Hyperamminoides apiculiformis
- Hyperamminoides barksdalei
- Hyperamminoides constricta
- Hyperamminoides dacryun
  - Hyperamminoides dacryun abbreviata
  - Hyperamminoides dacryun turris
- Hyperamminoides elegans
- Hyperamminoides expansus
- Hyperamminoides orenburgensis
- Hyperamminoides patella
- Hyperamminoides rimosus
- Hyperamminoides stabilis
- Hyperamminoides symmetrica
- Hyperamminoides terris
- Hyperamminoides triangulata
- Hyperamminoides versabilis